# Kunihiko Takizawa
Kunihiko Takizawa (滝澤 邦彦, Takizawa Kunihiko) est un footballeur japonais né le 20 avril 1978.